# Charles Rhys, 8. Baron Dynevor
Charles Arthur Uryan Rhys, 8. Baron Dynevor CBE (geborener Rice, * 21. September 1899; † 15. Dezember 1962) war ein britischer Adliger und Politiker.
Er entstammte der alten walisischen Familie Rhys, die im 16. Jahrhundert ihren Familiennamen zu Rice anglisiert hatte. Er war der älteste Sohn von Walter Rhys, 7. Baron Dynevor, aus dessen Ehe mit Lady Margaret Child-Villiers, der ältesten Tochter von Victor Child Villiers, 7. Earl of Jersey. Sein Vater änderte den Familiennamen 1916 von Rice zu Rhys. Charles Rhys besuchte das Eton College und das Royal Military College Sandhurst.
Er nahm als Second Lieutenant der Grenadier Guards in der British Army 1919 an der Intervention der Entente-Mächte im russischen Bürgerkrieg teil. Er wurde für seinen dortigen Einsatz mit dem Military Cross und den russischen St.-Annen-Orden ausgezeichnet. Im November 1920 schied er im Rang eines Lieutenant aus dem regulären Armeedienst aus, blieb aber weiterhin Reserveoffizier und kurz vor seiner Entlassung 1949 ehrenhalber zum Captain befördert.
Von 1923 bis 1929 war er für Romford Abgeordneter der Conservative Party im House of Commons, wo er bis 1924 der jüngste Abgeordnete war. 1924 wurde er parlamentarischer Sekretär des Finanzstaatssekretärs des War Office und 1926 Under-Secretary of State des Secretary of State for the Colonies. Von 1927 bis 1929 war er Parliamentary Private Secretary von Premierminister Stanley Baldwin. Nachdem er bei den Unterhauswahlen 1929 sein Mandat als Abgeordneter verloren hatte, übernahm er die Verwaltung des Familienbesitzes, vor allem der Industrieanlagen von Neath Abbey sowie der Weißblechwerke in Jersey Marine. Von 1931 bis 1935 war er für Guildford erneut Abgeordneter im House of Commons. Bei den Unterhauswahlen 1945 bewarb er sich erfolglos um das Mandat für den Wahlkreis Islington North. Nach dem Krieg übernahm er wieder die Verwaltung des Familienbesitzes in Wales, wo er mit der Wiederaufforstung mit Nadelbäumen begann und den Familiensitz Newton House modernisieren ließ. Gleichzeitig versuchte er die Familienfinanzen zu sanieren. Beim Tod seines Vaters erbte er 1956 dessen Adelstitel als 8. Baron Dynevor und wurde dadurch Mitglied des House of Lords. Um die hohen Erbschaftssteuern begleichen zu können, musste er jedoch große Teile seines Grundbesitzes verkaufen.
Rhys wurde 1925 zum Deputy Lieutenant für Carmarthenshire und 1931 zum Justice of the Peace für Carmarthenshire ernannt. Er war stellvertretender Vorsitzender der Versicherungsgesellschaft Sun Insurance und von 1948 bis 1960 Vorsitzender sowie 1962 Präsident der Cities of London and Westminster Conservative Association. Daneben war er Präsident des National Museum of Wales und von 1960 bis 1962 Präsident des University College of South Wales. In Anerkennung seiner Dienste in London wurde er im Rahmen der Birthday Honours am 2. Juni 1962 als Commander des Order of the British Empire ausgezeichnet.
Er heiratete 1934 Hope Mary Woodbine Parrish (1893–1980), die geschiedene Exgattin von Arthur Christopher John Soames, Baron Soames. Mit ihr hatte er einen Sohn, Richard Rhys (1935–2008), der ihn bei seinem Tod 1962 als 9. Baron beerbte. Da nach Charles Tod erneut hohe Erbschaftssteuern fällig wurden und noch nicht alle Erbschaftsteuern nach dem Tod des 7. Barons bezahlt waren, musste der 9. Baron weitere Teile des Grundbesitzes der Familie und 1974 auch Newton House verkaufen.